# Боже милий, ні!
Боже милий, ні! (Dear God No!) — американський експлуатаційний фільм жахів 2011 року, сценарист і режисер Джеймс Бікерт. Продюсери профінансували фільм за мінімальну суму, а коли у них закінчилися гроші, була запущена успішна кампанія Kickstarter для завершення пост-продакшу.

## Про фільм
Угрупування байкерів «поза законом» вторгається в будинок опального антрополога, який приховує таємницю, замкнену в підвалі своєї будівлі.

## Знімались
| Актор          | Роль       |
| -------------- | ---------- |
| Джетт Браянт   | Джетт      |
| Меделін Брамбі | Една Марко |
| Джеймс Бікерт  | Джимбо     |